# 대구 파계사 건칠관음보살좌상 및 복장유물
대구 파계사 건칠관음보살좌상 및 복장유물(大邱 把溪寺 乾漆觀音菩薩坐像 및 腹藏遺物)은 대한민국 대구광역시 동구 파계사에 있는 조선시대의 보살상이다. 1989년 4월 15일 대한민국의 보물 제992호 대구파계사목관음보살좌상으로 지정되었다가, 이후 현재의 명칭으로 변경되었다.

## 개요
신라 애장왕 5년(804)에 심지왕사가 세운 파계사에 유리상자를 씌워 단독으로 모시고 있다. 불상 안에서 발견된 기록에 의하면 세종 29년(1447)에 다시 만들었다고 적혀 있어 연대가 올라갈 가능성이 있다.
전체 높이는 108.1cm이며 머리에는 꽃모양을 정교하게 붙인 3중의 높은 관이 묵중하게 씌여져 있다. 오른손은 어깨쪽으로 들어 엄지와 중지를 맞대고 손바닥을 밖으로 하고 있으며, 왼손은 약간 들어 엄지와 중지를 맞댈 듯이 하여 손바닥을 위로 하고 있다. 옷깃이 양쪽 팔에 걸쳐 무릎으로 흘러 오른발 끝을 덮은 점이라든가, 가슴과 양팔, 무릎 등 전신을 감싼 화려한 장식, 무릎 밑에 보이는 물결무늬 등에서 앞시대의 영향이 나타난다.
근엄한 표정, 두터운 옷, 손모양, 가슴 위로 올라온 치마를 주름잡아 끈으로 고정시킨 것 등은 영덕 장육사 건칠관음보살좌상(보물 제993호)과 비슷하며, 고려 후기 불상의 전통적인 특징을 지닌 작품이라고 할 수 있다.

## 같이 보기
- 파계사
- 영덕 장육사 건칠관음보살좌상 (보물 제993호)

## 참고 자료
- 대구 파계사 건칠관음보살좌상 및 복장유물 - 국가유산청 국가유산포털